# 文莱驻华大使馆
文莱达鲁萨兰国驻中华人民共和国大使馆，简称文莱驻华大使馆，是文莱达鲁萨兰国在中华人民共和国的最高外交代表机构。馆址位于中国北京市朝阳区亮马桥北街1号。

## 历史沿革
1991年3月30日，文莱和中华人民共和国建交。1994年，文莱驻华大使馆在北京开馆。